# Baurusuchus
 Baurusuchus  ist eine Gattung von Mesoeucrocodylia (ausgestorbenen Krokodilverwandten) innerhalb der Baurusuchidae aus der Oberkreide von Brasilien.
Der Gattungsname leitet sich ab von der südbrasilianischen Stadt Bauru im Bundesstaat São Paulo und dem griechischen suchus (latinisiert) bzw. souchos (Krokodil), mit der die Griechen den ägyptischen Krokodilgott Sobek bezeichneten.

## Fossilbericht
Der Fossilbericht der Gattung in den Sedimentgesteinen der Oberkreide erstreckt sich vom Turonium bis zum Santonium, also von vor 93,5 bis vor 83,5 Millionen Jahren. Fossilien der Gattung wurden bisher ausschließlich in der Adamantina-Formation im Paraná-Becken gefunden.

## Beschreibung
Der Gattung sind drei Arten zugeordnet:
- † Baurusuchus pachecoi Price, 1945[1]
- † Baurusuchus salgadoensis Carvalho, Campos & Nobre, 2005[2]
- † Baurusuchus albertoi Nascimento & Zaher, 2010[3]

Fossilreste, die nicht eindeutig einer Art zugeordnet werden können, sind unter Baurusuchus sp. angeführt.
Baurusuchus pachecoi: Die Schnauze (Rostrum) ist langgestreckt, hoch und seitlich eingeengt. Die Quadratbeine zeigen rechtwinklig nach unten mit gleichzeitiger leichter Neigung nach hinten. Es besteht eine einzige endständige Nasenöffnung. Das präorbitale Fenster ist nicht vorhanden. Die Augenhöhlen sind seitwärts orientiert. Das seitlich vom Schläfenbein angebrachte laterotemporale Fenster wird von der Augenhöhle durch einen dünnen, unverzierten, nur unwesentlich abgeflachten postorbitalen Knochen abgetrennt. Das Quadratbein ist fixiert, die supratemporalen Fenster oberhalb des Schläfenbeins sind länger als breit und nehmen beinahe die Größe der Augenhöhle ein. Die Nasenkammern erstrecken sich nach vorn bis zur einzigen Öffnung. Der Oberkiefer ist schwer und hoch mit einer deutlichen Einkerbung (Symphyse).
Baurusuchus salgadoensis: Gekennzeichnet durch ein vorhandenes präorbitales Fenster, paarige externe Nasenöffnungen mit einer verknöcherten Scheidewand, zwei gut miteinander verwachsenen Supraorbitalen, das supratemporale Fenster größer als die Augenöffnung sowie ein viereckiges laterotemporales Fenster. Die Positionierung der Nasenöffnungen am Vorderende des Rostrums mit gleichzeitiger theropodenartiger seitlicher Einengung der Schnauze und der Zähne lassen darauf schließen, dass Baurusuchus salgadoensis ein fleischfressender Landbewohner war. Die seitliche Einengung des Rostrums führte möglicherweise zu einer Erhöhung der Beißkraft mit gleichzeitigem Schutz des Schädelbereichs. Mittels seiner spitz zulaufenden, kegelförmigen, randlich gezackten (ziphodonten) Zähne durchbohrte das Tier seine Beute und riss ganze Stücke heraus. Der geologische Rahmen deutet darauf hin, dass Baurusuchus salgadoensis in einem heißen, ariden Klima gelebt hat.